# Reiher (Wappentier)

Reiher im Wappen von Reitnau

Der Reiher ist in der Heraldik ein seltenes Wappentier und eine gemeine Figur. 
Der zu den Schreitvögeln gehörende Vogel ist nicht direkt einem der natürlichen nachempfunden. Vom Storch und vom Kranich unterscheidet sich der Vogel in der Wappendarstellung durch einen Schopf am Hinterkopf. Die abstehenden Federn an dieser Stelle und seine mehr abstehenden als anliegenden Schwingen im Wappenschild sind für den Heraldiker das Erkennungsmerkmal. Hauptblickrichtung ist nach rechts (heraldisch). Flugbereit oder fliegend wird er selten im Wappen gezeigt. Auch stehend auf einem Bein ist er anzutreffen. Körper wird vorrangig in Silber gefärbt, aber Beine und Schnabel können anders tingiert sein. 
Wie auch bei anderen Wappentieren verbreitet, kann der Reiher einen Fisch, andere gewöhnliche Dinge oder eine Schlange im Schnabel halten.

## Beispiele

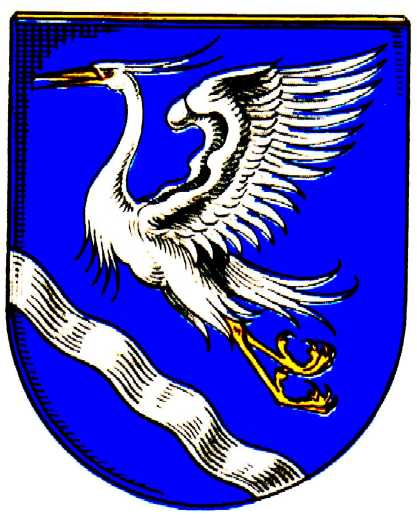
Dehnsen
Essing
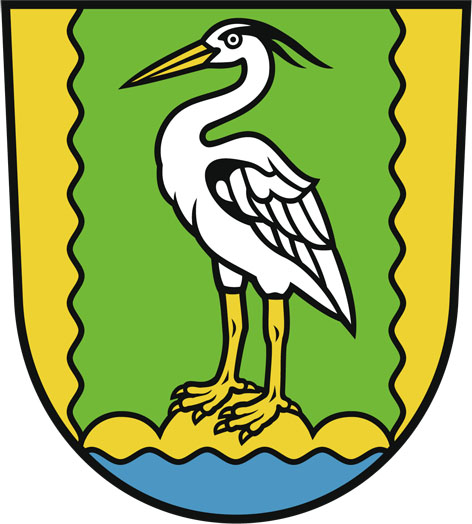
Golm
Heinersreuth
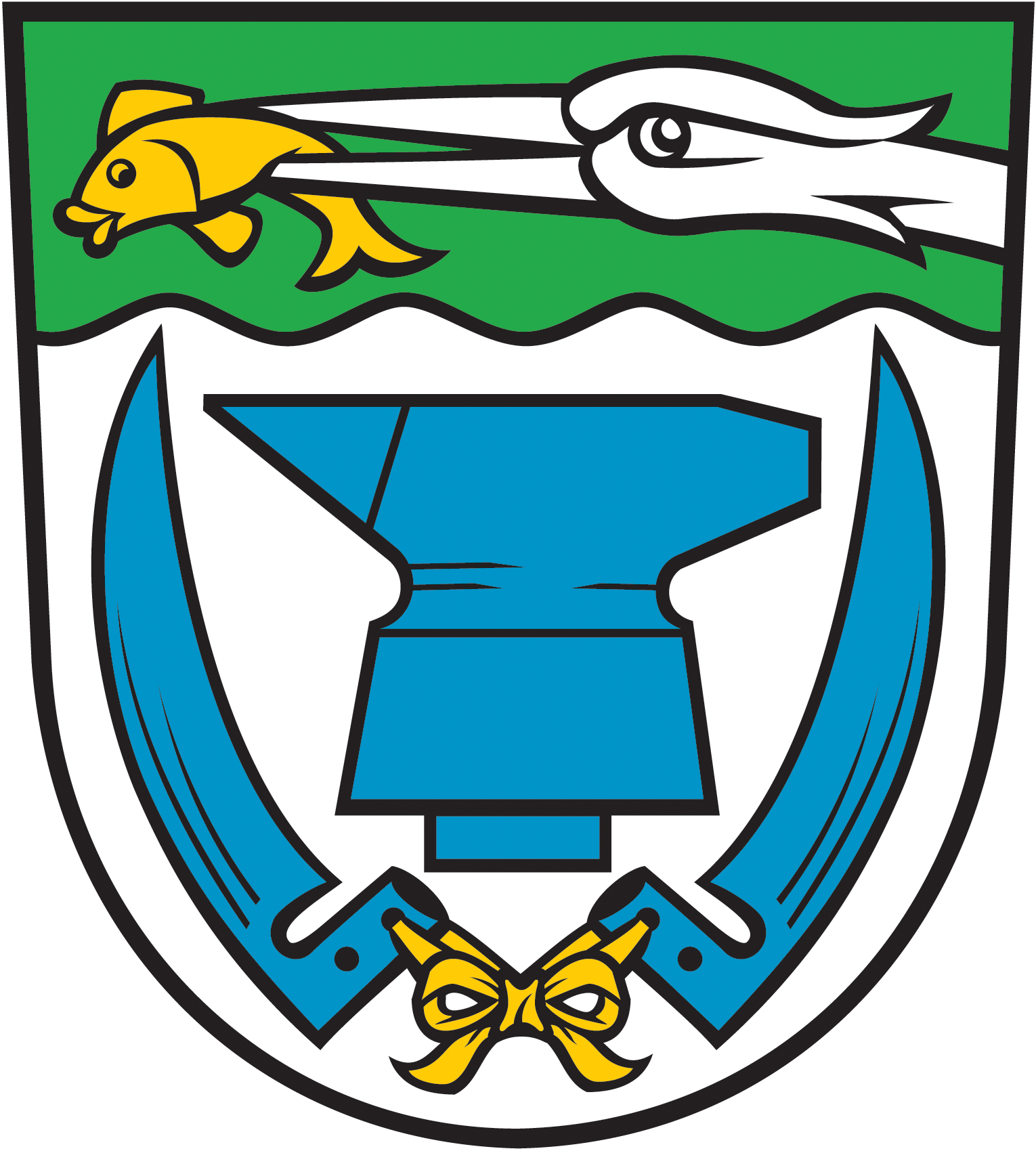
Hennigsdorf
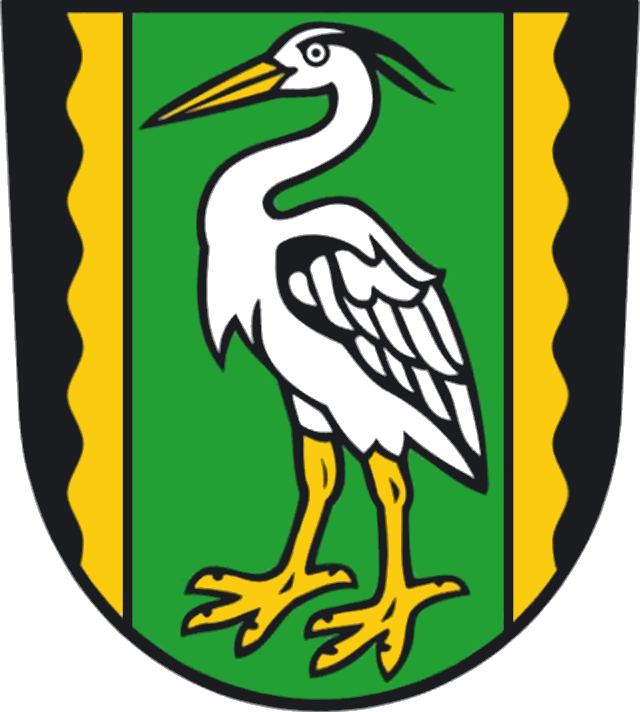
Mieste
Kölln-Reisiek
Reichertshofen
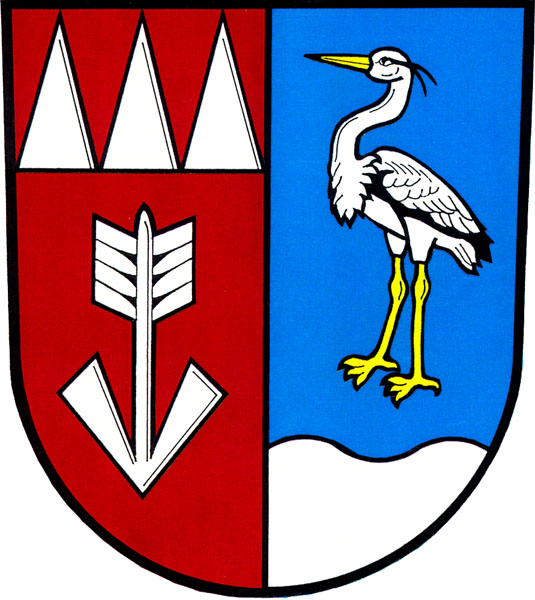
Röwersdorf
Salzgitter-Ohlendorf